# Lubrificant
|  | Per a altres significats, vegeu «Lubricant (dermatologia)». |

Un lubrificant o lubricant és una substància que serveix per a lubrificar o fer lliscar, en reduir la fricció i el desgast entre dues superfícies, a més, segons les necessitats, per evacuar la calor causada per la fricció. La majoria són a base d'oli o de greix mineral, animal o vegetal, però n'hi ha també a base de minerals (grafit, talc) d'aigua o de gasos. En medicina humana o veterinària són utilitzats per facilitar la introducció d'instruments, per a la inseminació artificial o per prevenir decubitus (vegeu l'article principal lubrificant dermatològic). En relacions sexuals són utilitzats per facilitar el coit o la introducció de joguines. En aquest cas, s'ha de preferir lubrificants a base d'aigua o de silicona, com que lubrificants oleosos (vaselina, oli, crema solar…) fan malbé als preservatius de làtex i augmenten el risc de transmissió de malalties.
Sovint són imprescindibles per al bon funcionament de mecanismes i motors, així com per reduir el consum energètic i augmentar la longevitat. L'índex de viscositat d'un lubrificant expressa la viscositat d'aquest segons la temperatura, per poder escollir el més adient a cada cas específic.
La majoria de lubrificants s'obtenen al refinatge o destil·lació del petroli, concretament a la fracció que destil·la per sobre dels 360 °C de temperatura a la pressió atmosfèrica; però també s'obtenen del medi animal (greixos), vegetal (olis), d'altres minerals (talc, grafit), o fins i tot es pot fer servir aire o aigua.
Molts lubrificants s'obtenen en destil·lar petroli i al qual se li afegeixen simplement alguns additius és un tipus de lubricant mineral, perquè la seva primera matèria principal, el petroli, és un mineral. Aquest producte es pot millorar per tal d'obtenir major qualitat i prestacions, a més de per la simple introducció de substàncies, per processos fisicoquímics, i en aquest cas hom diu que el lubrificant és sintètic.

## Tipus

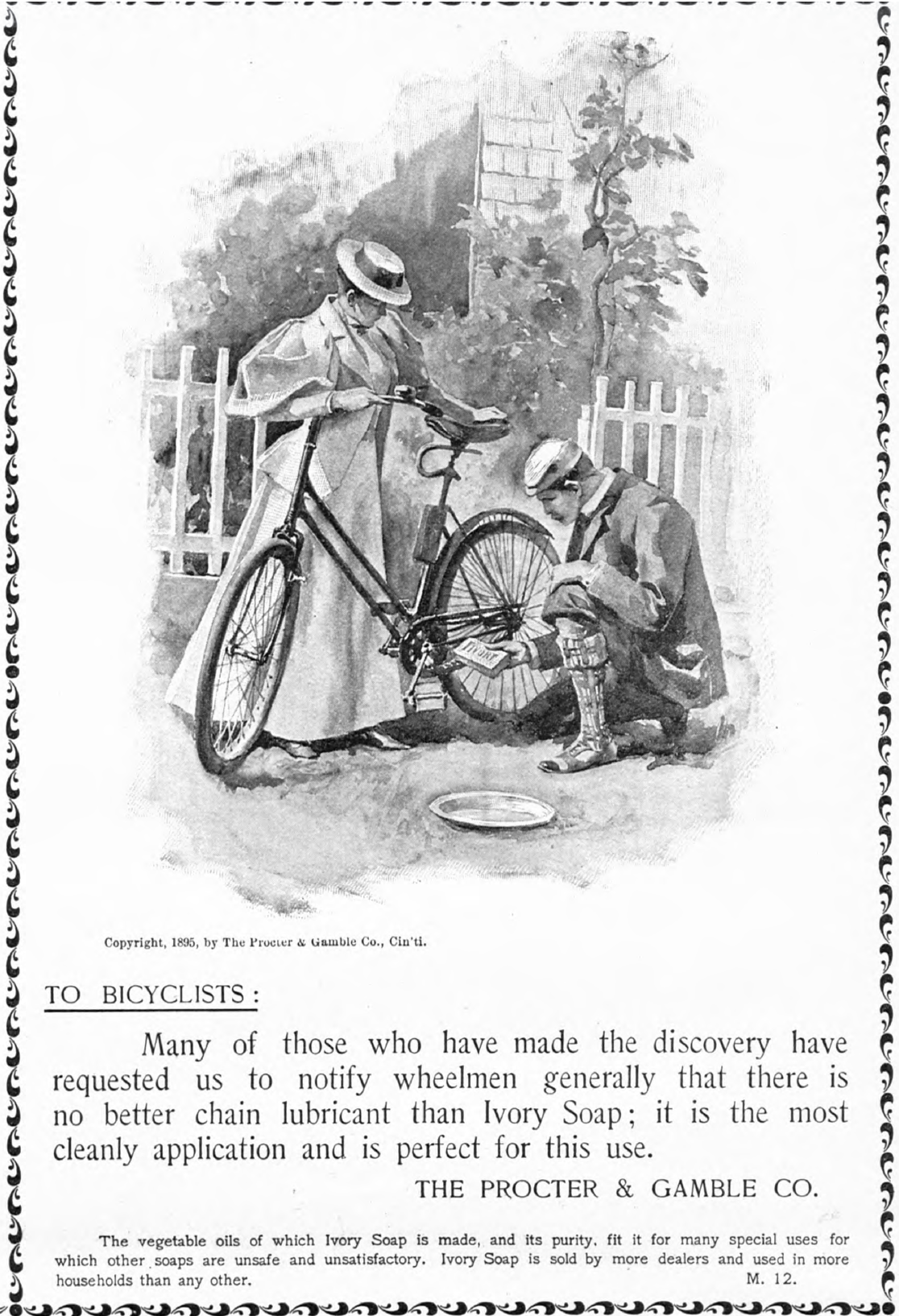
Publicitat d'oli de greixatge de bicicletes (1896)

Hi pot haver lubricants sòlids (grafit, talc, etc.), líquids (aigua, olis, derivats del petroli, etc.) o gasosos (aire, etc.)
- En el cas de lubricants gasosos, es pot considerar un corrent d'aire a pressió que separa les dues peces en moviment.
- Entre els lubricants líquids més coneguts hi ha els olis lubricants que s'empren, per exemple en els motors.
- Entre els lubricants sòlids tenim per exemple el disulfur de molibdè (MoS₂), el talc i el grafit.

Existeixen diferents substàncies lubricants depenent de la seva composició i presentació, com per exemple, oli, oli hidràulic, oli de greixatge general, greix, gel, hidrosoluble, industrial, lubricant sec, pur o sòlid, etc.

## Lubricants sintètics

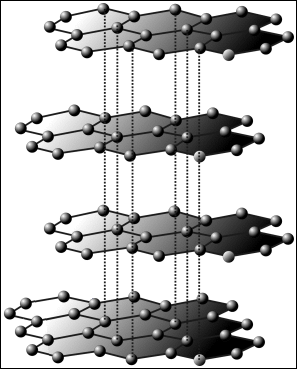
Grafit: Les superfícies paral·leles horitzontals de xarxa de carbonis poden fàcilment desplaçar-se entre si per causa d'esforços tangencials

Estan formulats amb fluids sintetitzats, per les seves excel·lents característiques d'estabilitat tèrmica i resistència a l'oxidació, elevat índex de viscositat natural i fluïdesa a temperatures extremadament baixes.
Els additius que intervenen en la seva formulació els donen resistència contra la formació d'escuma, característiques d'extrema pressió, protecció contra el desgast, elevada estabilitat a l'oxidació i protecció contra el rovell i la corrosió. Aquests lubricants tenen un coeficient de tracció molt baix amb la qual cosa s'obté una bona reducció en el consum d'energia.

### Qualitats
- Fórmula optimitzada amb additius antifricció d'alta qualitat contribuint a l'estalvi de combustible al mateix temps que proporciona la protecció anti-desgast adequada per a motors d'altes prestacions.
- Baix consum de lubricant per la seva tecnologia sintètica i estudiada viscositat.
- Producte de llarga durada, que pot prolongar notablement els intervals de canvi d'oli sense sacrificar la neteja del motor.
- Excel·lent comportament viscosimètric en fred, facilitat de bombament del lubricant durant l'arrencada, disminuint el temps necessari de formació de pel·lícula i, per tant, reduint el desgast.
- El seu reduït contingut en cendres, els fa imprescindibles per a la durabilitat de les noves tecnologies de disminució d'emissions com a filtre de partícules dièsel (DPF), contribuint per tant en major mesura a la conservació de l'ambient que els lubricants convencionals.

## Lubricants minerals
Lubricants minerals obtinguts per destil·lació del petroli són especialment seleccionats per a poder:
1. . suportar condicions de treball molt diverses
2. . ser un excel·lent lubricant a altes temperatures
3. . romandre estables en un ampli interval de temperatura
4. . Tenir la capacitat de barrejar-se adequadament amb els refrigerants (miscibilitat)
5. . tenir un índex de viscositat alt, sense que al baixar la temperatura als evaporador augmenti la seva viscositat.
6. . tenir higroscopicitat, és a dir, capacitat de retenir la humitat mitjançant la interacció de forces d'atracció molecular d'una substància amb l'aigua.

## Olis hidràulics
L'oli hidràulic ha de convertir la força rotativa del motor en força d'empenta multiplicant la força aplicada per realitzar el treball. Les forces desenvolupades poden sobrepassar els 5,000 psi (345 bars). Cada sistema està dissenyat per a operar amb un oli que protegeixi a lubricació estàtica quan les pressions a les vàlvules sobrepassen el punt de lubricació hidrodinàmica (creada per la mateixa pressió de l'oli).

### Gammes
- Gamma de fluids hidràulics HLP de base mineral, microfiltres, amb característiques antirovell, antioxidant i antidesgast.
- Gamma de fluids hidràulics HV de base parafínica, microfiltres, amb característiques antirovell, antioxidant i antidesgast.
- Fluids hidràulics microfiltrat d'alta qualitat, especialment formulats per treballar en sistemes que operin a elevades pressions.

## Lubricants amb base de silicona
Els lubricants amb base de silicona estan desenvolupats per ajudar a millorar la fiabilitat dels equips, reduir els temps morts i augmentar la productivitat, per protegir parts metàl·liques de la corrosió, aferrament i desgast. Formulats per a ambients severs, com a altes temperatures, càrregues pesades, vibracions, proporcionant unes altes prestacions. Es dissenyen doncs per donar un alt rendiment a altes temperatures, en temps violent, i davant d'agents químics. Aquesta varietat de lubricants s'utilitza en una àmplia gamma d'aplicacions en molts diferents camps, com les màquines industrials, a l'automoció, en medicina, en aplicacions corporals terapèutiques o en condons.

## Curiositats
A Homenatge a Catalunya de George Orwell l'autor explica que quan va estar a les trinxeres a la guerra civil espanyola, ell i els seus companys lubricaven els seus fusells i pistoles amb el que podien, que sovint era oli d'oliva i de vegades greix de pernil salat.